# Gustav Isaksen
Gustav Tang Isaksen (Hjerk, 19 april 2001) is een Deens voetballer die doorgaans als rechtsbuiten speelt. Hij verruilde FC Midtjylland in augustus 2023 voor Lazio.

## Clubcarrière
Toen Isaksen bij de onder 12 speelde, maakte hij de overstap van Roslev IK naar FC Midtjylland. In het seizoen 2018/19 bereikte FC Midtjylland onder 19 de kwartfinales van de UEFA Youth League. Isaksen droeg daar aan bij door onder meer tweemaal te scoren in de achtste finales tegen Manchester United. In mei 2019 ondertekende hij zijn eerste profcontract, tot medio 2024. Op 25 augustus 2019 debuteerde hij in het eerste elftal, tijdens een 0–2 competitiezege op SønderjyskE. In de 78ste minuut verving hij Awer Mabil. Op 29 september 2019 kreeg Isaksen voor het eerst een basisplaats in het eerste elftal. Die dag verloor FC Midtjylland met 0–1 van Odense BK en werd Isaksen na een uur vervangen door Júnior Brumado. Dat was de eerste van drie nederlagen in het reguliere competitieseizoen voor FC Midtjylland. Na een kampioensronde kroonde de club zich voor een derde keer in de clubgeschiedenis tot kampioen van de Superligaen. Na een onderbreking van de competitie wegens de coronacrisis kwam Isaksen door een operatie niet meer in actie.
Op 25 november 2020 maakte Isaksen zijn internationale debuut door Anders Dreyer in de 82ste minuut te vervangen bij de 3–1 nederlaag tegen Ajax in de UEFA Champions League. Op 11 februari 2021 scoorde hij voor het eerst in het profvoetbal, in een bekerduel met Odense BK. Zeventien dagen later was hij voor het eerst trefzeker in de competitie, toen hij verantwoordelijk was voor de enige treffer in een thuiswedstrijd tegen Brøndby IF. Vier dagen later werd hij van het veld gestuurd in een met 2–0 verloren competitiewedstrijd tegen Aarhus GF. FC Midtjylland eindigde in de competitie een punt achter landskampioen Brøndby IF. In het seizoen 2021/22 was hij een vaste waarde. Op 16 september 2021 maakte hij zijn eerste internationale doelpunt, tijdens een 1–1 gelijkspel in eigen huis tegen PFK Loedogorets. Op 26 mei 2022 speelde hij een ruim uur mee in de finale van het bekertoernooi tegen Odense BK. FC Midtjylland won door middel van strafschoppen voor een tweede keer in de clubgeschiedenis de beker. In de competitie eindigde FC Midtjylland dat seizoen drie punten achter landskampioen FC Kopenhagen.
Isaksen maakte op 20 februari 2023 voor het eerst in zijn profcarrière een hattrick. Hij maakte toen de laatste drie doelpunten in een met 0–4 gewonnen competitiewedstrijd tegen Viborg. Dat waren zijn vijfde, zesde en zevende doelpunt van het seizoen, waarmee hij zijn eigen persoonlijk record al brak. Er volgden er daarna nog elf, zodat hij seizoen 2022/23 op achttien doelpunten eindigde. Hiermee werd hij dat jaar topscorer van de Deense competitie.
Isaksen tekende in augustus 2023 voor vijf jaar bij SS Lazio, de nummer twee van de Serie A in het voorgaande seizoen. Daarmee stapte hij over naar het team waartegen hij in 2022 nog twee keer scoorde in de Europa League. Lazio betaalde Midtjylland 12 miljoen euro voor Isaksen, exclusief bonussen.

## Clubstatistieken
| Seizoen        | Club           | Competitie     | Competitie | Competitie | Beker | Beker | Internationaal | Internationaal | Totaal | Totaal |
| Seizoen        | Club           | Competitie     | Wed.       | Dlp.       | Wed.  | Dlp.  | Wed.           | Dlp.           | Wed.   | Dlp.   |
| -------------- | -------------- | -------------- | ---------- | ---------- | ----- | ----- | -------------- | -------------- | ------ | ------ |
| 2019/20        | FC Midtjylland | Superligaen    | 14         | 0          | 1     | 0     | 0              | 0              | 15     | 0      |
| 2020/21        | FC Midtjylland | Superligaen    | 22         | 1          | 5     | 2     | 3              | 0              | 30     | 3      |
| 2021/22        | FC Midtjylland | Superligaen    | 30         | 5          | 6     | 1     | 10             | 2              | 46     | 8      |
| 2022/23        | FC Midtjylland | Superligaen    | 32         | 18         | 1     | 1     | 12             | 3              | 45     | 22     |
| 2023/24        | FC Midtjylland | Superligaen    | 2          | 0          | 0     | 0     | 1              | 0              | 3      | 0      |
| Clubtotaal     | Clubtotaal     | Clubtotaal     | 100        | 24         | 13    | 4     | 26             | 5              | 139    | 33     |
| 2023/24        | SS Lazio       | Serie A        | 1          | 0          | 0     | 0     | 0              | 0              | 1      | 0      |
| Clubtotaal     | Clubtotaal     | Clubtotaal     | 1          | 0          | 0     | 0     | 0              | 0              | 1      | 0      |
| Carrièretotaal | Carrièretotaal | Carrièretotaal | 101        | 24         | 13    | 4     | 26             | 5              | 140    | 33     |

Bijgewerkt tot 25 augustus 2023.

## Interlandcarrière
Isaksen was actief namens meerdere Deense jeugdelftallen. Namens de onder 17 nam hij deel aan het EK onder 17 in 2018. Denemarken verloor alle wedstrijden op dat toernooi. In 2021 nam hij deel aan het EK onder 21. Denemarken werd in de kwartfinales op strafschoppen uitgeschakeld door Duitsland, ondanks dat Isaksen zijn elfmeter raak schoot. Isaksen scoorde in de groepswedstrijd tegen IJsland.

## Erelijst
| Competitie           | Aantal         | Jaren          |
| FC Midtjylland       | FC Midtjylland | FC Midtjylland |
| -------------------- | -------------- | -------------- |
| Kampioen Superligaen | 1x             | 2019/20        |
| Beker van Denemarken | 1x             | 2021/22        |